# Alfonso García González
Alfonso García González (* 19. März 1909 in Toluca de Lerdo; † 2. Dezember 1961)  war ein mexikanischer Botschafter.

## Leben
González besuchte das Colegio Legorreta und das Colegio San José in Toluca de Lerdo. Sein Abitur machte er an der Escuela Nacional Preparatoria und schloss 1931 ein Studium der Rechtswissenschaft an der Universidad Nacional Autónoma de México (UNAM) ab. Von 1931 bis 1947 übte er den Beruf des Rechtsanwalts aus. Er war Gerichtsschreiber am achten Strafgericht vom Mexiko-Stadt, daneben Staatsanwalt in Baja California.
Alfonso García González war persönlicher Freund von Miguel Alemán Valdés, der an seinem Sterbebett anwesend war.
González heiratete Dolores Cacho und hatte keine Kinder. Im Bundesstaat México war er Schwergewichts-Boxchampion; von 1926 bis 1929 war er im Boxteam der UNAM. Er nahm 1927 an den Zentralamerikanischen Spielen und den neunten Olympischen Spielen als Boxer teil.
Von 1952 bis 1953 war er der erste konstitutionell gewählte Gouverneur von Baja California. 1958 war er Vorkandidat für einen Sitz im Parlament.